# Final Cut: Hölgyeim és uraim
Final Cut: Hölgyeim és uraim è un film ungherese del 2012 diretto da György Pálfi, realizzato con gli spezzoni di 451 pellicole della storia del cinema internazionale.
Esemplificativo della tecnica del mash-up, racconta una storia d'amore tra un uomo e una donna.
È stato presentato al Festival di Cannes 2012 nella sezione Cannes Classics. Non avendo ancora ottenuto l'autorizzazione da tutti i titolari dei diritti dei film e delle musiche citate è stato possibile proiettarlo, sinora, solo in una manciata di festival cinematografici. In Italia è stato proiettato nelle "50 giornate di cinema" al Cinema Odeon di Firenze, nella "Rassegna di cinema ungherese" ai Cantieri Culturali della Zisa di Palermo ed a Cagliari alla Cineteca Sarda.
La trama si basa su archetipi, impersonati dai due personaggi principali, uomo e donna, che nel corso del montaggio assumono le sembianze di una miriade di attori e personaggi (anche del cinema di animazione). La semplice trama esplora alcuni dei generi cinematografici più popolari: commedia romantica ed erotica, musical, western, drammatico, film di guerra, ecc.

## Trama
Un uomo si sveglia, esce per strada, entra in un locale dove una ragazza sta eseguendo un numero musicale. La segue nel camerino, la conosce, la conquista. I due si amano e iniziano una relazione. Un rivale li scopre, ma viene neutralizzato dall'uomo dopo una scazzottata. Un giorno la donna resta incinta, ma non rivela quello che avviene, facendo invece nascere incomprensioni tra i due: lui la chiama al telefono, lei risponde, lui riaggancia. In seguito lui parte, sia arruola, va in guerra e muore: la sequenza era però un incubo. Ripresa la telefonata, lei risponde, i due si rassicurano e si vedono quella sera, sciogliendo tutti i nodi.